# Shenzhou 4
Shenzhou 4 (神舟四号) est le quatrième vol inhabité du programme spatial chinois Shenzhou. Il a été lancé le 29 décembre 2002 depuis la base de lancement de Jiuquan et emportait deux mannequins d'astronautes afin de tester les systèmes de support de vie.

## Le vaisseau
Le vaisseau était équipé pour un vol habité, et disposait même d'un sac de couchage, de nourriture et de médicaments. Les fenêtres ont été conçues avec un nouveau matériau étudié pour rester transparent, même après la rentrée afin de permettre à un astronaute de confirmer si oui ou non les parachutes se sont correctement déployés. Il a été dit que le vaisseau spatial Shenzhou 4 ne possédait pas de différences majeures avec celui utilisé pour Shenzhou 5. Il disposait d'un contrôle manuel et de l'atterrissage d'urgence, deux systèmes nécessaires pour un vol habité. Une semaine avant le lancement, les taïkonautes se sont entraînés dans le vaisseau spatial afin de se familiariser avec ses systèmes.
Le vaisseau spatial transportait 100 graines de pivoine dans le but d'étudier l'effet de l'apesanteur sur les plantes. Les 52 expériences transportées à bord concernaient les domaines de la physique, de la biologie, de la médecine, de l'observation de la Terre, de la science des matériaux et de l'astronomie.

## Déroulement de la mission
Initialement, le vaisseau spatial possédait une orbite de 198 km par 331 km inclinée à 42,4 °. Elle a été portée à 330 km par 337 km le 29 décembre à 23h35 UTC. Les 4 et 5 janvier, plusieurs petites manœuvres sont censées avoir eu lieu. Le taux de décroissance orbitale semblait plus élevé après le 1er janvier suggérant que les panneaux solaires du module orbital furent peut-être déployés pour la première fois. Par rapport à Shenzhou 3, la période orbitale de Shenzhou 4 était plus étroitement délimitée avec de petites manœuvres.
De nombreux officiels assistèrent au lancement de Shenzhou 4, y compris le président de l'Assemblée nationale populaire Li Peng, le vice-Premier ministre et membre du Comité permanent du bureau politique du Parti communiste chinois Wu Bangguo, Jia Qinglin, également membre du Comité permanent; Cao Gangchuan, vice-président de la Commission militaire centrale, Song Jian, vice-président de la Conférence consultative politique du peuple chinois et Li Jinai, chef du département général pour l'Armement de l'Armée populaire de libération.
Le module de rentrée atterrit en toute sécurité à environ 40 km de Hohhot, en Mongolie-Intérieure. Comme pour les vols précédents, la commande de rentrée a été donnée à partir d'un navire de suivi au large des côtes de l'Afrique du Sud. On pensait avant le vol qu'un amerrissage aurait lieu pour tester le système d'urgence, mais cela ne fut pas le cas. Le module orbital est resté en orbite jusqu'au 9 septembre 2003 avant de tomber et de se désintégrer dans l'atmosphère terrestre.